# Dan Sturkie
Dan Sturkie, Jr., nome d'arte di Daniel Belton Sturkie Jr. (Lexington, 5 gennaio 1924 – Los Angeles, 10 maggio 1992), è stato un attore e doppiatore statunitense.

## Biografia
Nato a Lexington il 5 gennaio 1924, la sua carriera cinematografica ebbe inizio negli anni '50 quando prese parte come comparsa in alcune serie televisive americane, passando in Italia a Roma dal 1960, lavorando principalmente nel campo del doppiaggio e recitando piccole parti in diversi film. La sua fama in Italia è legata in particolare al film Lo chiamavano Trinità... dove recitò nel ruolo di fratello (hermano) Tobia, capo dei Mormoni abitanti nella valle non lontano dal villaggio. Al fianco di Bud Spencer, Sturkie recitò in altri tre film, sempre come attore non protagonista. A metà degli anni '70 fece ritorno negli Stati Uniti, dove recitò ancora in alcuni film e serie televisive. È deceduto a Los Angeles il 10 maggio 1992, all'età di 68 anni.

## Filmografia
- L'ultimo agguato (A Life at Stake), regia di Paul Guilfoyle (1955)
- Il prezzo della paura (The Price of Fear), regia di Abner Biberman (1956)
- Caccia ai falsari (Outside the Law), regia di Jack Arnold (1956)
- Barabba (Barabbas), regia di Richard Fleischer (1961)
- Combattenti della notte (Cast a Giant Shadow), regia di Melville Shavelson (1966)
- Texas addio, regia di Ferdinando Baldi (1966)
- I giorni dell'ira, regia di Tonino Valerii (1967)
- Il grande silenzio, regia di Sergio Corbucci (1968)
- Cimitero senza croci (Une corde, un colt...), regia di Robert Hossein (1969)
- Gli intoccabili, regia di Giuliano Montaldo (1969)
- Un esercito di 5 uomini, regia di Italo Zingarelli (1969)
- La collina degli stivali, regia di Giuseppe Colizzi (1969)
- Lo chiamavano Trinità..., regia di Enzo Barboni (1970)
- Le Mans - Scorciatoia per l'inferno, regia di Richard Kean (1970)
- Afyon - Oppio, regia di Ferdinando Baldi (1972)
- Joyride to Nowhere, regia di Ronald Ross (1977)
- Cruising, regia di William Friedkin (1980)
- Dr. Heckyl and Mr. Hype, regia di Charles B. Griffith (1980)
- PSI Factor, regia di Bryan Trizens (1980)
- Captive, regia di Robert Emenegger e Allan Sandler (1980)
- Il ragazzo e il poliziotto (Smokey Bites the Dust), regia di Charles B. Griffith (1981)
- Wolfen, la belva immortale (Wolfen), regia di Michael Wadleigh (1981)
- Pieces, regia di J. Piquer Simon (1982)

## Televisione
- La pattuglia della strada (1955-1959), episodio 1x30 "Hitchhiker Dies" (1956)
- The Adventures of Dr. Fu Manchu (1956), episodio 1x08 "Dr. Fu Manchu's Raid" (1956)
- The Hardy Boys (1956), episodio 1x17 "Never Say Die" (1956)
- The D.A.'s Man (1959), episodio 1x01 "Sammy's Friend" (1959)
- Dragnet (1951-1959), episodi 6x25 "The Big Cup" (1957) e 8x19 "The Big Signet" (1959)
- Pete Kelly's Blues (1959), episodio 1x07 "The Mike Reegan Story" (1959)
- Fantasilandia (1977-1984), episodio 3x16 "Rogues to Riches/Stark Terror" (1980)
- Buck Rogers (1979-1981), episodio 1x06 "Return of the Fighting 69th" (1979)

## Doppiatori italiani
- Arturo Dominici in Lo chiamavano Trinità..., Le Mans - Scorciatoia per l'inferno
- Vinicio Sofia in Un esercito di 5 uomini